# Land of Broken Dreams
Land of Broken Dreams är en sång skriven av Thomas G:sson och Thomas Johansson, som sjöngs av Dynazty i Melodifestivalen 2012, där den medverkade vid fjärde deltävlingen i Malmö, gick vidare till Andra chansen men åkte där ut mot Top Cats låt Baby Doll.
Låten testades på Svensktoppen den 11 och 18 mars 2012.

## Listplaceringar
| Lista (2012) | Topplacering |
| ------------ | ------------ |
| Sverige      | 57           |

### Fotnoter
1. ↑  ”Svensktoppen”. 11 mars 2012. http://sverigesradio.se/sida/topplista.aspx?programid=2023&date=2012-03-11. Läst 18 mars 2012.
2. ↑  ”Svensktoppen”. 18 mars 2012. http://sverigesradio.se/sida/topplista.aspx?programid=2023&date=2012-03-18. Läst 18 mars 2012.
3. ↑  ”Hitparad”. http://hitparad.se/showitem.asp?interpret=Dynazty&titel=Land+Of+Broken+Dreams&cat=s. Läst 18 mars 2012.